# فهرست آثار سهراب سپهری
فهرست آثار سهراب سپهری یک فهرست ناکامل از کارهای سهراب سپهری (۱۳۰۷–۱۳۵۹) است.

## نوشته‌ها

### کتاب‌ها
- در کنار چمن یا آرامگاه عشق. کاشان. ۱۳۲۶.[۱]
- مرگ رنگ. ۱۳۳۰.[۲]
- زندگی خوابها. تهران: سپهر. ۱۳۳۲.[۳]
- آوار آفتاب. تهران: شرکت سهامی افست. ۱۳۴۰.[۴]
- شرق اندوه. ۱۳۴۰.[۵]
- حجم سبز. تهران: روزن. ۱۳۴۶.[۶]
- هشت کتاب. تهران: کتابخانهٔ طهوری. ۱۳۵۶.[۷]
- سیار، پیروز, ویراستار (۱۳۶۹). اتاق آبی. تهران: سروش.
- هنوز در سفرم: شعرها و یادداشت‌های منتشرنشده از سهراب سپهری. به کوشش پریدخت سپهری. تهران: نشر و پژوهش فرزان روز. ۱۳۸۰. شابک ۹۶۴-۳۲۱-۰۵۶-۱.
- جای پای دوست: گردآوری نامه‌های دوستان سهراب سپهری. به کوشش پریدخت سپهری. تهران: ذهن‌آویز. ۱۳۸۷. شابک ۹۷۸-۶۰۰-۵۲۱۹-۴۵-۶.

### کوتاه‌تر از کتاب
- «آب را . .». آرش (۷): ۱۹۳. آذر ۱۳۴۲.
- «پیغام ماهیها». نگین (۴): ۲۷. شهریور ۱۳۴۴.
- «صدای پای آب». آرش (۱۰): ۴۷–۵۹. آبان ۱۳۴۴.
- «به باغ همسفران». آرش (۱۱): ۴۶–۴۸. تابستان ۱۳۴۵.
- «مسافر». آرش (۱۲): ۱–۲۰. آذر ۱۳۴۵.
- «. . . دوست . . . دوست . . . دوست . . . دوست». آرش (۱۴): ۱۰۰–۱۰۱. بهمن ۱۳۴۶.

### ترجمه
- همکاری با داریوش آشوری و بهرام بیضایی در ترجمه و تدوین بخش‌هایی از کتابِ نمایش در ژاپن
- ترجمهٔ سروده‌هایی از ریگ‌ودا برای مجلّهٔ هنر و سینما از روی ترجمهٔ فرانسوی

## نقاشی‌ها
| نگاره | عنوان                               | سال                              | ابعاد (سانتی‌متر) | مدیوم                           | منبع   |
| ----- | ----------------------------------- | -------------------------------- | ---------------- | ------------------------------- | ------ |
|       | خانهٔ کاشان                          | حدود ۱۹۷۸–۱۹۷۹ م                 | ۱۳۰×۸۰/۵         | رنگ روغن روی بوم                | [ ۸ ]  |
|       | چشم‌انداز و خانه‌ها                   | اوایل دههٔ ۱۹۷۰ م                 | ۶۲×۹۰            | رنگ روغن روی بوم                | [ ۹ ]  |
|       | بدون عنوان (از مجموعهٔ انتزاعی)      | حدود ۱۹۷۰ م                      | ۶۶/۵×۹۸          | رنگ روغن روی مقوا               | [ ۱۰ ] |
|       | بدون عنوان (از مجموعهٔ انتزاعی)      | اوایل دههٔ ۱۹۷۰ م                 | ۹۷×۱۳۰           | رنگ روغن روی بوم                | [ ۱۱ ] |
|       | بدون عنوان (از مجموعهٔ تنهٔ درختان)   | ۱۹۷۲ م                           | ۹۷×۱۲۶           | رنگ روغن روی بوم                | [ ۱۲ ] |
|       | بدون عنوان (از مجموعهٔ تنهٔ درختان)   | ۱۹۷۰ م                           | ۸۱/۷×۱۰۷         | رنگ روغن روی بوم                | [ ۱۳ ] |
|       | بدون عنوان (از مجموعهٔ تنهٔ درختان)   | حدود دههٔ ۱۹۷۰ م                  | ۳۵×۶۲            | آبرنگ روی کاغذ                  | [ ۱۴ ] |
|       | بدون عنوان (از مجموعهٔ تنهٔ درختان)   | ۱۹۷۰ م                           | ۸۱/۵×۱۰۱٫۵       | رنگ روغن روی بوم                | [ ۱۵ ] |
|       | بدون عنوان                          | حدود ۱۹۷۲ م                      | ۱۱۵/۵×۱۴۹٫۵      | رنگ روغن روی بوم                | [ ۱۶ ] |
|       | بدون عنوان (از مجموعهٔ درختان)       | اوایل دههٔ ۱۹۷۰ م                 | ۶۱×۱۰۶           | رنگ روغن روی بوم                | [ ۱۷ ] |
|       | بدون عنوان (از مجموعهٔ درختان)       | حدود دههٔ ۱۹۷۰ م                  | ۱۰۰×۱۳۰          | رنگ روغن روی بوم                | [ ۱۸ ] |
|       | بدون عنوان                          | حدود دههٔ ۱۹۶۰ م                  | ۶۷×۹۸            | رنگ روغن روی بوم                | [ ۱۹ ] |
|       | بدون عنوان (روستا)                  | حدود ۱۹۷۶ م                      | ۶۷/۵×۸۷          | مرکب روی بوم                    | [ ۲۰ ] |
|       | بدون عنوان                          | حدود دههٔ ۱۹۶۰ م                  | ۳۴×۴۹            | گواش روی کاغذ                   | [ ۲۱ ] |
|       | بدون عنوان                          | حدود دههٔ ۱۹۶۰ م                  | ۳۴×۴۹٫۵          | گواش روی کاغذ                   | [ ۲۲ ] |
|       | بدون عنوان                          | ۱۹۷۰ م                           | ۱۰۱/۶×۱۲۵٫۱      | رنگ روغن روی بوم                | [ ۲۳ ] |
|       | بدون عنوان                          | ۱۹۷۱ م                           | ۶۳×۴۸            | رنگ روغن روی بوم                | [ ۲۴ ] |
|       | بدون عنوان                          | دههٔ ۱۹۶۰ م                       | ۴۱×۲۷٫۵          | آبرنگ و مرکب روی بوم            | [ ۲۵ ] |
|       | بدون عنوان                          | اواخر دههٔ ۱۹۶۰ م                 | ۹۹/۵×۱۵۸٫۸       | رنگ روغن روی بوم                | [ ۲۶ ] |
|       | بدون عنوان                          | ۱۹۶۰–۱۹۶۵ م                      | ۳۴/۹۲×۴۹/۷۸      | گواش روی کاغذ                   | [ ۲۷ ] |
|       | بدون عنوان                          | دههٔ ۱۳۵۰ ه‍.ش                      | ۸۰×۱۳۰           | رنگ روغن روی بوم                | [ ۲۸ ] |
|       | بدون عنوان                          | ۱۹۶۱ م                           | ۱۲۱/۹۲×۸۲/۵۵     | رنگ روغن روی بوم                | [ ۲۹ ] |
|       | بدون عنوان (از مجموعهٔ درختان)       | حدود ۱۹۷۰ م                      | ۱۰۰×۱۵۰          | رنگ روغن روی بوم                | [ ۳۰ ] |
|       | بدون عنوان                          | ۱۹۶۰ م                           | ۱۰۰×۷۰           | رنگ روغن روی بوم                | [ ۳۱ ] |
|       | بدون عنوان                          | ۱۹۶۰ م                           | ۱۰۰×۷۰           | رنگ روغن روی بوم                | [ ۳۲ ] |
|       | بدون عنوان (از مجموعهٔ تنهٔ درختان)   | ۱۹۷۶ م                           | ۲۰۵×۱۵۰          | رنگ روغن روی بوم                | [ ۳۳ ] |
|       | بدون عنوان                          | ۱۹۶۶ م                           | ۱۰۰×۷۰           | رنگ روغن روی بوم                | [ ۳۴ ] |
|       | بدون عنوان                          | ۱۹۷۷ م                           | ۷۵×۱۰۵           | رنگ روغن روی بوم                | [ ۳۵ ] |
|       | بدون عنوان (از مجموعهٔ تنهٔ درختان)   | ۱۹۷۰ م                           | ۱۰۰×۱۵۰          | رنگ روغن روی بوم                | [ ۳۶ ] |
|       | بدون عنوان                          | ۱۹۶۰ م                           | ۱۰۰×۱۶۰          | رنگ روغن روی بوم                | [ ۳۷ ] |
|       | بدون عنوان                          | ۱۹۵۹–۱۹۶۳ م                      | ۱۰۰×۶۸           | رنگ روغن روی کتان               | [ ۳۸ ] |
|       | بدون عنوان                          | ۱۹۵۹–۱۹۶۳ م                      | ۶۹×۴۸            | رنگ روغن، آبرنگ و گواش روی کاغذ | [ ۳۹ ] |
|       | بدون عنوان                          | ۱۹۵۹–۱۹۶۳ م                      | ۶۹×۴۸            | رنگ روغن و گواش روی کاغذ        | [ ۴۰ ] |
|       | بدون عنوان                          | ۱۹۵۹–۱۹۶۳ م                      | ۶۸×۴۸            | آبرنگ روی کاغذ                  | [ ۴۱ ] |
|       | بدون عنوان                          | ۱۹۵۹–۱۹۶۳ م                      | ۶۸×۴۸            | رنگ روغن و گواش روی کاغذ        | [ ۴۲ ] |
|       | بدون عنوان                          | ۱۹۵۹–۱۹۶۳ م                      | ۶۹×۴۸            | رنگ روغن و گواش روی کاغذ        | [ ۴۳ ] |
|       | بدون عنوان                          | ۱۹۵۹–۱۹۶۳ م                      | ۶۸×۴۸            | رنگ روغن و گواش روی کاغذ        | [ ۴۴ ] |
|       | بدون عنوان                          | ۱۹۵۹–۱۹۶۳ م                      | ۸۳×۱۲۰           | رنگ روغن روی بوم                | [ ۴۵ ] |
|       | بدون عنوان                          | ۱۹۵۹–۱۹۶۳ م                      | ۶۹×۴۹            | رنگ روغن و گواش روی کاغذ        | [ ۴۶ ] |
|       | بدون عنوان                          | ۱۹۵۹–۱۹۶۳ م                      | ۶۸×۴۸            | رنگ روغن و گواش روی کاغذ        | [ ۴۷ ] |
|       | بدون عنوان                          | ۱۹۷۰–۱۹۷۱ م                      | ۱۸×۱۴            | آبرنگ روی کاغذ                  | [ ۴۸ ] |
|       | بدون عنوان                          | دههٔ ۱۹۶۰ م                       | ۱۰۰×۱۰۰          | رنگ روغن روی بوم                | [ ۴۹ ] |
|       | بدون عنوان                          | اواسط دههٔ ۱۹۶۰ م                 | ۱۰۰×۷۰           | رنگ روغن روی بوم                | [ ۵۰ ] |
|       | بدون عنوان                          | اواخر دههٔ ۱۹۶۰، اوایل دههٔ ۱۹۷۰ م | ۱۱۷×۷۸           | رنگ روغن روی بوم                | [ ۵۱ ] |
|       | بدون عنوان                          | دههٔ ۱۳۵۰ ه‍.ش                      | ۱۳۰×۷۵           | رنگ روغن روی بوم                | [ ۵۲ ] |
|       | بدون عنوان                          | دههٔ ۱۳۵۰ ه‍.ش                      | ۱۸۰*۱۲۰          | رنگ روغن روی بوم                | [ ۵۳ ] |
|       | بدون عنوان                          | ۱۳۵۱ ه‍.ش                          | ۱۸۰*۱۲۰          | رنگ روغن روی بوم                | [ ۵۴ ] |
|       | بدون عنوان                          | ۱۹۷۲ م                           | ۱۹۰*۱۳۰          | رنگ روغن روی بوم                | [ ۵۵ ] |
|       | رخت‌های آویخته                       | اوایل دههٔ ۱۹۷۰ م                 | ۱۲۰×۸۰           | رنگ روغن روی بوم                | [ ۵۶ ] |
|       | بدون عنوان                          | ۱۹۷۵ م                           | ۱۰۰×۱۰۰          | رنگ روغن روی بوم                | [ ۵۷ ] |
|       | بدون عنوان (از مجموعهٔ انتزاعی)      | ۱۹۷۵ م                           | ۸۹×۸۹            | رنگ روغن روی بوم                | [ ۵۸ ] |
|       | بدون عنوان (از مجموعهٔ انتزاعی)      | حدود ۱۹۵۹–۱۹۶۳ م                 | ۱۲۱×۸۳           | رنگ روغن روی بوم                | [ ۵۹ ] |
|       | کاشان                               |                                  | ۱۲۸×۹۶           | رنگ روغن روی بوم                | [ ۶۰ ] |
|       | بدون عنوان                          | ۱۹۶۷ م                           | ۴۵×۳۸            | اکریلیک روی بوم                 | [ ۶۱ ] |
|       | بدون عنوان                          | ۱۹۷۱ م                           | ۶۰×۱۰۰           | رنگ روغن روی بوم                | [ ۶۲ ] |
|       | کمپوزیسیون انتزاعی خاکستری          | ۱۹۶۵ م                           | ۵۰×۷۰            | گواش روی کاغذ                   | [ ۶۳ ] |
|       | بدون عنوان                          |                                  | ۲۷/۶×۶۲/۳        | رنگ روغن روی کاغذ               | [ ۶۴ ] |
|       | بدون عنوان                          | ۱۹۷۲ م                           | ۱۲۰/۵×۱۸۰        | رنگ روغن روی بوم                | [ ۶۵ ] |
|       | کمپوزیسیون انتزاعی با رنگ آبی       | حدود دههٔ ۱۹۷۰ م                  | ۲۵×۲۵            | اکریلیک روی کاغذ                | [ ۶۶ ] |
|       | بدون عنوان                          |                                  | ۷۳×۱۱۴           | رنگ روغن روی کتان               | [ ۶۷ ] |
|       | کمپوزیسیون انتزاعی به رنگ خاکِ سیه‌نا | ۱۹۶۵ م                           | ۷۰×۵۰            | گواش روی کاغذ                   | [ ۶۸ ] |
|       | بدون عنوان                          | ۱۹۵۹–۱۹۶۳ م                      | ۴۹×۴۹            | رنگ روغن و گواش روی کاغذ        | [ ۶۹ ] |
|       | بدون عنوان                          | ۱۹۷۰ م                           | ۶۰×۸۰            | رنگ روغن روی بوم                | [ ۷۰ ] |
|       | بدون عنوان                          | حدود ۱۹۶۰ م                      | ۱۳۲×۹۰           | رنگ روغن روی بوم                | [ ۷۱ ] |
|       | بدون عنوان                          | حدود ۱۹۶۵ م                      | ۴۹/۵×۴۲/۵        | نقاشی آمیخته روی کاغذ           | [ ۷۲ ] |
|       | بدون عنوان                          |                                  | ۹۹/۰۶×۶۸/۵۸      | رنگ روغن روی بوم                | [ ۷۳ ] |
|       | بدون عنوان                          | ۱۹۷۵ م                           | ۵۹/۵۰×۴۷/۵۰      | آبرنگ روی کاغذ                  | [ ۷۴ ] |
|       | بدون عنوان (از مجموعهٔ درختان)       |                                  | ۶۲/۵×۴۵/۲        | گواش روی کاغذ                   | [ ۷۵ ] |

## طرح‌ها
| نگاره | سال              | ابعاد   | مدیوم          | منبع   |
| ----- | ---------------- | ------- | -------------- | ------ |
|       |                  |         |                |        |
|       | ۱۹۵۸ م / ۱۳۳۷ ه‍.ش | ۲۸×۲۰/۵ | ماژیک روی کاغذ | [ ۷۶ ] |
|       |                  |         |                |        |
|       | ۱۳۳۲ ه‍.ش          |         |                | [ ۷۷ ] |
|       |                  |         |                |        |
|       |                  |         |                |        |
|       |                  |         |                |        |
|       |                  |         |                |        |